# Radio Rodzina (Kalisz)
Radio Rodzina – katolicka stacja radiowa diecezji kaliskiej, nadająca swój program na częstotliwości 103,1 MHz.
Rozgłośnia korzysta z nadajnika o mocy 1 kW, umieszczonego na wieży kościoła parafialnego pw. Narodzenia NMP w Chełmcach. Czas antenowy stacja dzieli wspólnie z Radiem Maryja – ok. 8 godzin dziennie dla Radia Rodzina. Wysokość na jakiej zawieszone są antenty to: 180 m n.p.m. plus wysokość obiektu 41 m, co daje poprawny odbiór w promieniu ok. 50 km od nadajnika. Jednak zasięgiem stacja nie obejmuje obszaru całej diecezji.
W ciągu istnienia Radia Rodzina funkcję jego dyrektorów pełnili: ks. Mirosław Rojek (1998-1999), ks. prałat Leszek Szkopek (1999-2015), ks. Łukasz Skoracki (2015-2018) i ks. Mateusz Puchała (od 2018 roku). 
Podczas podróży zagranicznych i wizyt apostolskich papieża stacja korzysta z przekazu Radia Maryja, dzięki czemu może wtedy transmitować spotkania z papieżem.
W 2023 uhonorowane Odznaką Honorową Meritis pro Familia.